# 譚律
譚律（15世紀—16世紀），字仲和，廣東廣州府新會縣滻灣人，明朝政治人物。

## 生平
譚律是成化十九年（1483年）癸卯科廣東鄉試舉人，授蒼梧教諭，陞建昌教授，他個性嚴謹，不容他人犯錯，教導學生就算閒居仍要跟隨禮法，祭祀與喪葬亦親自辦理，別人與他見面總會修飾儀表，著有詩集十二卷，兩子譚以良、譚以賢均為陳獻章門生。

## 引用
1. 1 2  道光《新會縣志·卷八·人物上》：譚律，字仲和，成化十九年舉人，任廣西蒼梧教諭，陞江西建昌教授，性方嚴，不容人過，訓子弟雖燕居必繩以禮，祭祀執喪惟求自致，人往見之不修容不敢進，有詩集十二卷，子以良、以賢皆陳獻章高弟。 王志